# Can Papell

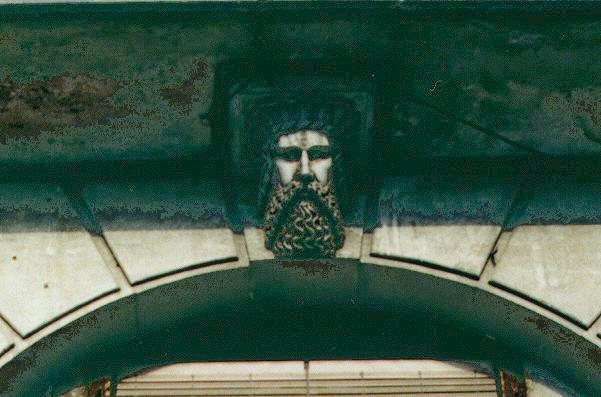
Mènsula central del balcó del primer pis

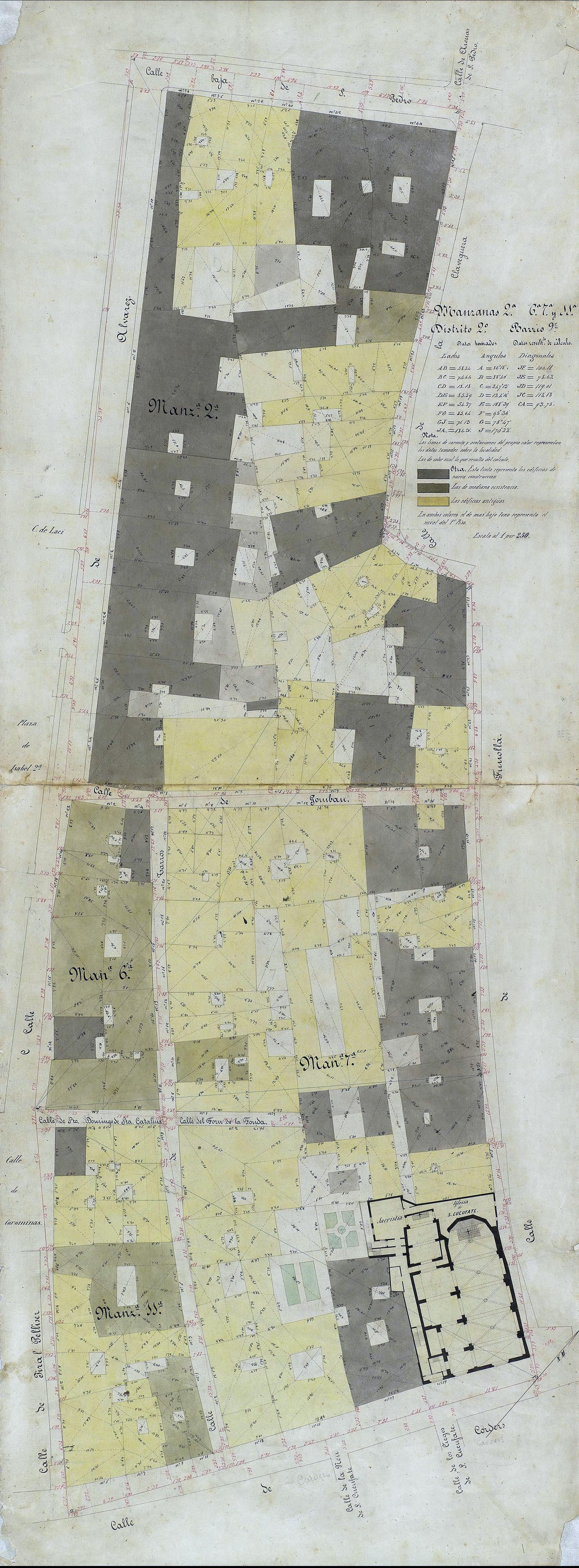
Quarteró núm. 30 de Garriga i Roca (c. 1860)

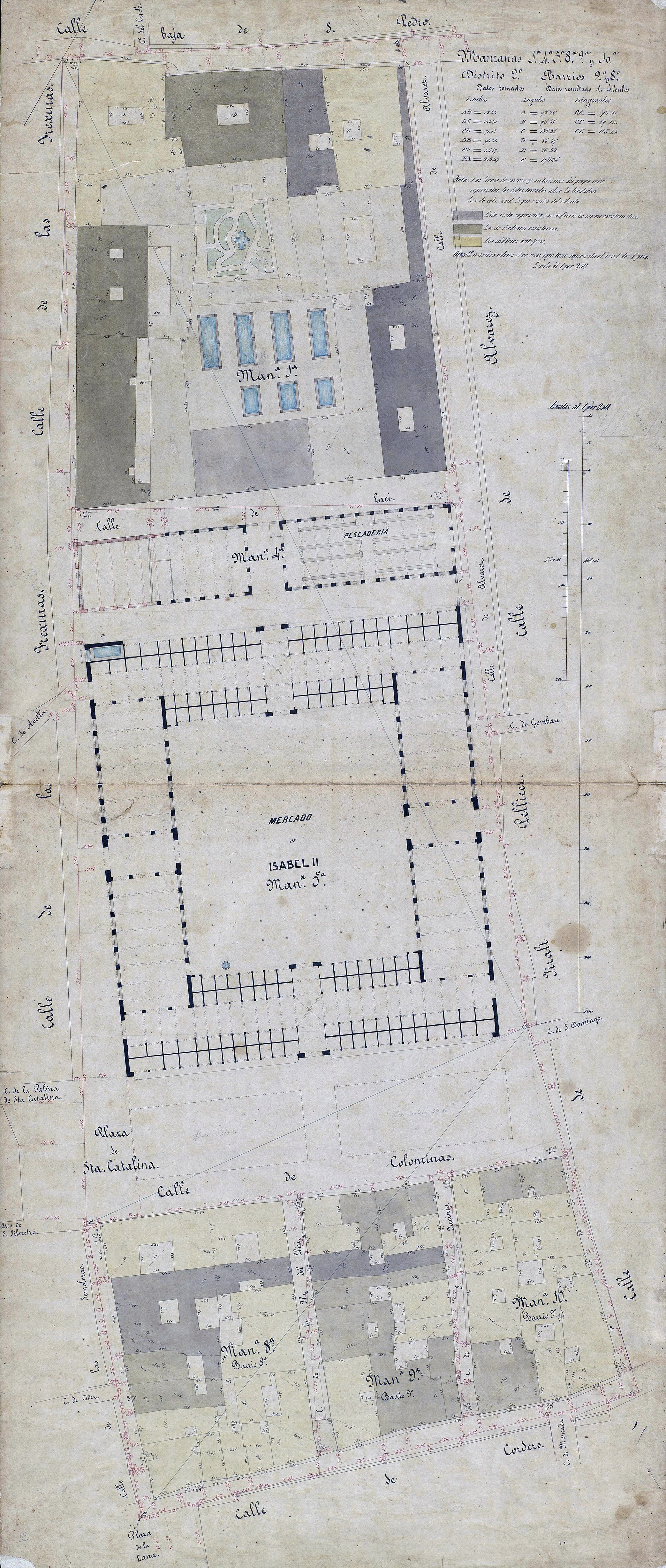
Quarteró núm. 31 de Garriga i Roca (c. 1860)

Can Papell era un edifici situat al carrer d'en Giralt el Pellisser, 26, al costat del Mercat de Santa Caterina de Barcelona, on al segle xx hi hagué una xarcuteria amb aquest nom. Actualment, forma part d'una promoció d'habitatges pública que abasta tota una illa (UA 2 Cambó).

## Història

### El blanquejador Joan Piqué
El 1844, l'Estat va treure a subhasta les parcel·les de l'hort del desamortitzat convent de Santa Caterina, aleshores llogat al blanquejador Joan Piqué i Cardona (†1858), i a través del qual es va obrir el nou carrer d'Álvarez. Amb la urbanització de la zona, la seva indústria va quedar situada a l'interior d'illa del carrer Nou de Lacy (actual avinguda de Francesc Cambó), a l'altra banda del qual hi havia la peixateria del mercat de Santa Caterina.
El 1847, Piqué va comprar a l'Estat el solar del núm. 28 del carrer d'en Giralt el Pellisser per 595.000 rals (29.750 duros), on el 1849 va fer construir un edifici de planta baixa i quatre pisos del que no s'ha conservat el permís d'obres. A finals del 1855, va adquirir en emfiteusi el solar del núm. 26 al comerciant Isidre Puigcarbó i Badiellas (que el 1848 l'havia comprat a l'Estat per 556.200 rals (27.819 duros), on va fer construir un nou edifici de planta baixa, entresol i un pis, projectat pel  mestre d'obres Felip Ubach. A les obres intervingueren l paleta Antoni Mas, el serraller Joaquim Sala i el fuster Marcel·lí Miret, que cobraren 6.110 duros i 9 rals.

### El fabricant de teixits i filats de cotó Miquel Vilaregut
El 1859, la seva vídua Felipa Tarrés (†1873) va vendre la finca per 9.850 duros al fabricant de Manlleu Miquel Vilaregut i Poquí, fill del teixidor de lli Josep Vilaregut i Padrós i de Maria Àngela Poquí, i establert fins aleshores al carrer de Fonollar, 6 (antic 32). Poc després, adquirí a Josep Vidal i Tresserras dos solars al pati d'illa per 48.849 i 20.000 rals, on va fer construir un cos d'edifici de planta baixa i dos pisos.
El 1862, Vilaregut va adquirir als fabricants Pal·ladi Pujol i Jaume Mas (Mas i Pujol) una fàbrica i una màquina de vapor de 12 CV als carrers de Sant Joan de Malta, 4 i de la Verneda, 2 d'el Clot. Després de la seva mort va ser llogada als germans Manuel i Leopold Vilaregut i Duran, i el 1878, fou subhastada a conseqüència d'un litigi contra la seva vídua Maria Riera i el seu fill Salvador Vilaregut i Riera. Posteriorment, passà a mans d'Artigas i Cia, que la va convertir en la farinera «L'Escarrotxa».

### El comerciant de vins Joan Puigventós
El 1874, i també a conseqüència d'un litigi, la finca del carrer d'en Giralt el Pellisser fou subhastada, i el 1877, el nou propietari Joan Puigventós i Déu va encarregar al mestre d'obres Josep Marimon i Cot la remunta de tres pisos sobre l'edifici existent. Puigventós tenia un magatzem de vins al carrer de la Marina, des del que els exportava a l'Argentina, on el seu gendre Josep Roviralta i Figueres s'encarregava de comercialitzar-los. El 1878, van constituir la societat Josep Roviralta i Cia, amb un capital de 150.000 pessetes (equivalents a 750.000 pesos argentins) i seu a Buenos Aires.
Casat amb Josepa Vivet (†1882), va morir el 1884 i la finca passà a mans de la seva filla Elvira Puigventós i Vivet (†1947), que el 1929 va demanar permís per a legalitzar-hi un safareig i dues obertures.

### El cansalader Guillem Papell
A principis del segle xx hi va obrir la cansaladeria de Guillem Papell i Vidal, que el 1913 va demanar permís un motor elèctric, un altre el 1924, i dos el 1930.
Guillem Papell va morir el 1932, i fou succeït per la vídua Margarida Isern i Formentí (†1943), que aviat posà el negoci a nom del seu fill Guillem Papell i Isern, casat amb Josepa Sànchez i Corbella (†1972). Posteriorment, la finca i el negoci passaren a mans dels germans Roser, Guillem, Albert, Josep i Jordi Papell Sánchez.

### Obertura de l'avinguda Cambó
El 1985 es va aprovar el PERI del Sector Oriental del centre històric de Barcelona (Sant Pere, Santa Caterina i la Ribera), i el 1995, l'Estudi de Detall de l'àrea central (obertura de l'avinguda Cambó), per la qual cosa l'empresa mixta Promoció de Ciutat Vella SA (PROCIVESA) en va iniciar els tràmits d'expropiació.
El 2000 es va aprovar el Pla Especial de Modificació de l'ordenació de la prolongació de l'avinguda de Francesc Cambó, obra de l'arquitecte Enric Miralles, que va incloure aquest edifici dintre de la zona de rehabilitació de la UA (unitat d'actuació) 2. Les obres dels nous habitatges de protecció del Patronat Municipal de l'Habitatge van començar el 2001 i s'acabaren el 2004.